# Black Swans and Wormhole Wizards
Black Swans and Wormhole Wizards – album studyjny amerykańskiego gitarzysty Joe Satrianiego. Wydawnictwo ukazało się 5 października 2010 roku nakładem wytwórni muzycznej Epic Records. Płytę poprzedził singel do utworu „ Light Years Away” wydany 7 września 2010 roku.
Album zadebiutował na 45. miejscu listy Billboard 200 w Stanach Zjednoczonych sprzedając się w przeciągu tygodnia od dnia premiery w nakładzie 10 000 egzemplarzy.

## Lista utworów
Opracowano na podstawie materiału źródłowego.
Muzyka: Joe Satriani.
1. „ Premonition” – 3:53
2. „ Dream Song” – 4:49
3. „ Pyrrhic Victoria” – 5:09
4. „ Light Years Away” – 6:11
5. „ Solitude” – 0:58
6. „ Littleworth Lane” – 3:46
7. „ The Golden Room” – 5:20
8. „ Two Sides to Every Story” – 4:10
9. „ Wormhole Wizards” – 6:27
10. „ Wind in the Trees” – 7:43
11. „ God is Crying” – 4:53

## Twórcy
Opracowano na podstawie materiału źródłowego.
| - Joe Satriani – gitara basowa, gitara rytmiczna, gitara prowadząca, instrumenty klawiszowe, inżynieria dźwięku, produkcja muzyczna - Allen Whitman – gitara basowa - Mike Keneally – instrumenty klawiszowe - Jeff Campitelli – perkusja, instrumenty perkusyjne - Mike Fraser – inżynieria dźwięku, miksowanie, produkcja muzyczna - Mike Boden – inżynieria dźwięku, edycja cyfrowa | - Eric Mosher – asystent, edycja cyfrowa - Dann Michael Thomson – asystent - Judy Kirschner – asystent - George Marino – mastering - Leann Mueller – zdjęcia - Rex Ray – dizajn |

## Listy sprzedaży
| Lista              | Kraj              | Pozycja |
| ------------------ | ----------------- | ------- |
| Ultratop 50        | Belgia            | 77      |
| MegaCharts         | Holandia          | 32      |
| SNEP               | Francja           | 39      |
| Billboard 200      | Stany Zjednoczone | 45      |
| Rock albums        | Stany Zjednoczone | 14      |
| Independent Albums | Stany Zjednoczone | 7       |
| Hard Rock Albums   | Stany Zjednoczone | 5       |
| Tastemaker Albums  | Stany Zjednoczone | 23      |